# Парламентские выборы в Финляндии (2015)
Парламентские выборы в Финляндии (2015) (фин. Eduskuntavaalit 2015, швед. Riksdagsvalet i Finland 2015) — 37-е парламентские выборы в 200-местную эдускунту Финляндии, прошедшие 19 апреля 2015 года. Победу одержала партия Финляндский центр, получившая 49 мест в парламенте.
Предварительное голосование проходило с 8 апреля 2015 года.
Как правило, в округах формировались избирательные списки из представителей одной (в отдельных случаях нескольких) партий с конкретными кандидатами. Места распределялись по пропорциальной системе в каждом округе между списками.

## Участники
В округах 1—4 и 6—13:
- Зелёный союз (Зелёные)
- Истинные финны
- Левый союз (Левый альянс)
- Национальная коалиция (Коалиционная партия)
- Социал-демократическая партия Финляндии
- Финляндский центр (Партия центра)
- Христианские демократы
- Шведская народная партия кроме округов 6,7,9,11

В 5-м округе (Аландские острова, обладающие автономией) действовали свои списки.

## Избирательные округа
Голосование проходило в 13 избирательных округах в соответствии с методом д’Ондта по партийным спискам при пропорциональном представительстве. Аландские острова выделены в отдельный избирательный округ с фиксированным представительством в Эдускунте (1 мандат) вне зависимости от численности населения архипелага. В других регионах из-за изменения численности населения число депутатских мест может меняться.

## Предвыборная кампания
В июле 2013 года по результатам опроса YLE, рейтинг партии «Центр» составил 22,8 %, в связи с чем лидеры партии заявили о начале активной подготовки к парламентским выборам.
Финский политик Пааво Вяюрюнен принял решение баллотироваться в депутаты Эдускунты. Также о своём решении участвовать в выборах объявил министр по делам развития Пекка Хаависто.
16 января 2015 года о своём решении отказаться от участия в предстоящих выборах в депутаты Эдускунты объявил Юсси Халла-ахо от партии Истинные финны. Как и в период прошлых выборов, предвыборный штаб партии Истинных финнов подвергся акту вандализма.
В марте 2015 года на сайте телерадиокомпании Yle были размещены более двух тысяч видеоинтервью со всеми кандидатами в депутаты. В ряде городов кандидатам было запрещено привлечение внимания к своим стендам путём раздачи бесплатного кофе.
Задолго до выборов опросы стали показывать, что их победителем станет партия Финляндский центр. В марте 2015 года эту партию поддерживали 24,9 % избирателей, а занимавшую второе место Национальную коалиционную партию — всего 20,4 %.

## Предварительное голосование
Предварительное голосование на территории Финляндии проходило с 8 по 14 апреля, и с 8 по 11 апреля за пределами страны. Общее число пунктов предварительного голосования составило около 900 мест, которые располагались в почтовых отделениях, библиотеках, аэропортах и торговых центрах.

## Результаты
| Партия или коалиция                                      | Проголосовало                          | Проголосовало                          | Проголосовало                            | Проголосовало                            | Количество мандатов (в том числе по сравн. с 2011) | Количество мандатов (в том числе по сравн. с 2011) |
| Партия или коалиция                                      | Голосов (в том числе по сравн. с 2011) | Голосов (в том числе по сравн. с 2011) | Процентов (в том числе по сравн. с 2011) | Процентов (в том числе по сравн. с 2011) | Количество мандатов (в том числе по сравн. с 2011) | Количество мандатов (в том числе по сравн. с 2011) |
| Финляндский центр                                        | 625 687                                | +162 421                               | 21,1                                     | +5,3                                     | 49                                                 | +14                                                |
| Истинные финны                                           | 523 045                                | −37 030                                | 17,6                                     | -1,4                                     | 38                                                 | −1                                                 |
| Национальная коалиция                                    | 539 615                                | −59 523                                | 18,2                                     | -2,2                                     | 37                                                 | −7                                                 |
| Социал-демократическая партия Финляндии                  | 489 705                                | −71 853                                | 16,5                                     | -2,6                                     | 34                                                 | −8                                                 |
| Зелёный союз                                             | 252 872                                | +39 700                                | 8,5                                      | +1,3                                     | 15                                                 | +5                                                 |
| Левый союз                                               | 211 615                                | −27 424                                | 7,1                                      | -1,0                                     | 12                                                 | −2                                                 |
| Шведская народная партия                                 | 144 520                                | +18 735                                | 4,9                                      | +0,6                                     | 9                                                  | 0                                                  |
| Христианские демократы                                   | 105 022                                | −13 431                                | 3,5                                      | -0,5                                     | 5                                                  | −1                                                 |
| Аландская коалиция (C, Ob ,S, F)                         | 10 910                                 |                                        |                                          |                                          | 1                                                  | 1                                                  |
| Всего                                                    | 2 965 394                              | −25 823                                |                                          |                                          |                                                    |                                                    |
| проголосовало 48,1 % досрочно 51,9 % в день голосования. |                                        |                                        |                                          |                                          |                                                    |                                                    |
| Источник:                                                |                                        |                                        |                                          |                                          |                                                    |                                                    |

| Явка     | 70,1 % | −0,4 % |
| Участков | 16 537 | +243   |

Впервые после 1972 года Шведская народная партия не вошла в правительство